# ラス・アノド地区
ラス・アノド地区 (Las Anod District, ソマリ語: Degmada Laascaanood) はソマリランドのスール地域にある地区。

## 主な町
- ラス・アノド - 中心都市。2002年にプントランドが占領したが、2007年にソマリランドが占領。
- ボアメ - ソマリランドへの帰属は不明確。
- カラバイド
- Gubyaley
- Golharfo
- トゥカラク - 2007年にラス・アノドがソマリランド領となってからはプントランドの前線基地だったが、2018年にソマリランドが占領。
- ドゥマイ - ソマリランドへの帰属は不明確。
- Baran
- Fardhidin